# Selenops lumbo
Selenops lumbo är en spindelart som beskrevs av José Antonio Corronca 200. Selenops lumbo ingår i släktet Selenops och familjen Selenopidae. Inga underarter finns listade i Catalogue of Life.